# Protrombine
Protrombine (ook wel Factor II) is een eiwit, als stollingsfactor betrokken bij bloedstolling. 
Het eiwit bestaat uit 582 aminozuren. Het is als dusdanig niet werkzaam. Om protrombine te activeren moeten de peptidebindingen van het eiwit tussen de plaatsen 274-275 en 318-319 verbroken worden. Zo ontstaat trombine, de centrale schakel in bloedstolling. Dit verbreken gebeurt door (geactiveerd) factor Xa, of door het protrombinase-complex.
Bij het activeren van een pro-enzym is het zeer ongebruikelijk dat er een zo groot stuk als 1-274 wordt afgesplitst, maar dit gebeurt zodat trombine aan fosfolipiden en stollingsfactor V kan hechten. Het aminozuur serine op plaats 521 neemt een belangrijke plaats in in het actieve centrum. Daarom wordt trombine een serineprotease genoemd.